# ツァスタバ M72
ツァスタバ M72（クロアチア語: Zastava M72、セルビア語: Застава М72）は、ユーゴスラビアのツァスタバ・アームズがツァスタバ M70を改良して設計した軽機関銃・分隊支援火器である。

## 概要
M72の基本構造はRPK軽機関銃とほぼ同一であり、ハンドガードも側面に3つの冷却孔が空いたユーゴスラビア製AKに特徴的な形状ではなく、RPKと同一の形状で冷却孔も2個に減らされている。
M72とRPKとの相違点として、M72にはハンドガード前面からガスブロックまでの銃身に冷却用リブが追加されているほか、RPKは伏射時に肩付けしやすいように銃床の形状が変更されているが、M72ではM70B1と同型の銃床を採用している。また、M72では機械化部隊用に折り畳み式銃床を装備したモデルも生産されている。
M72はユーゴスラビア紛争で使用された。ユーゴスラビア以外ではイラクにおいて「アル・クズ」（Al-Quds）の名称でライセンス生産された上で湾岸戦争やイラク戦争で使用され、新たに再建された軍や警察でも使用されている。

## 派生形
ツァスタバ M72B1
木製固定式銃床を装備。
ツァスタバ M72AB1
AKMSと同型の金属製下方折り畳み式直銃床を装備。